# Anne Buttimer

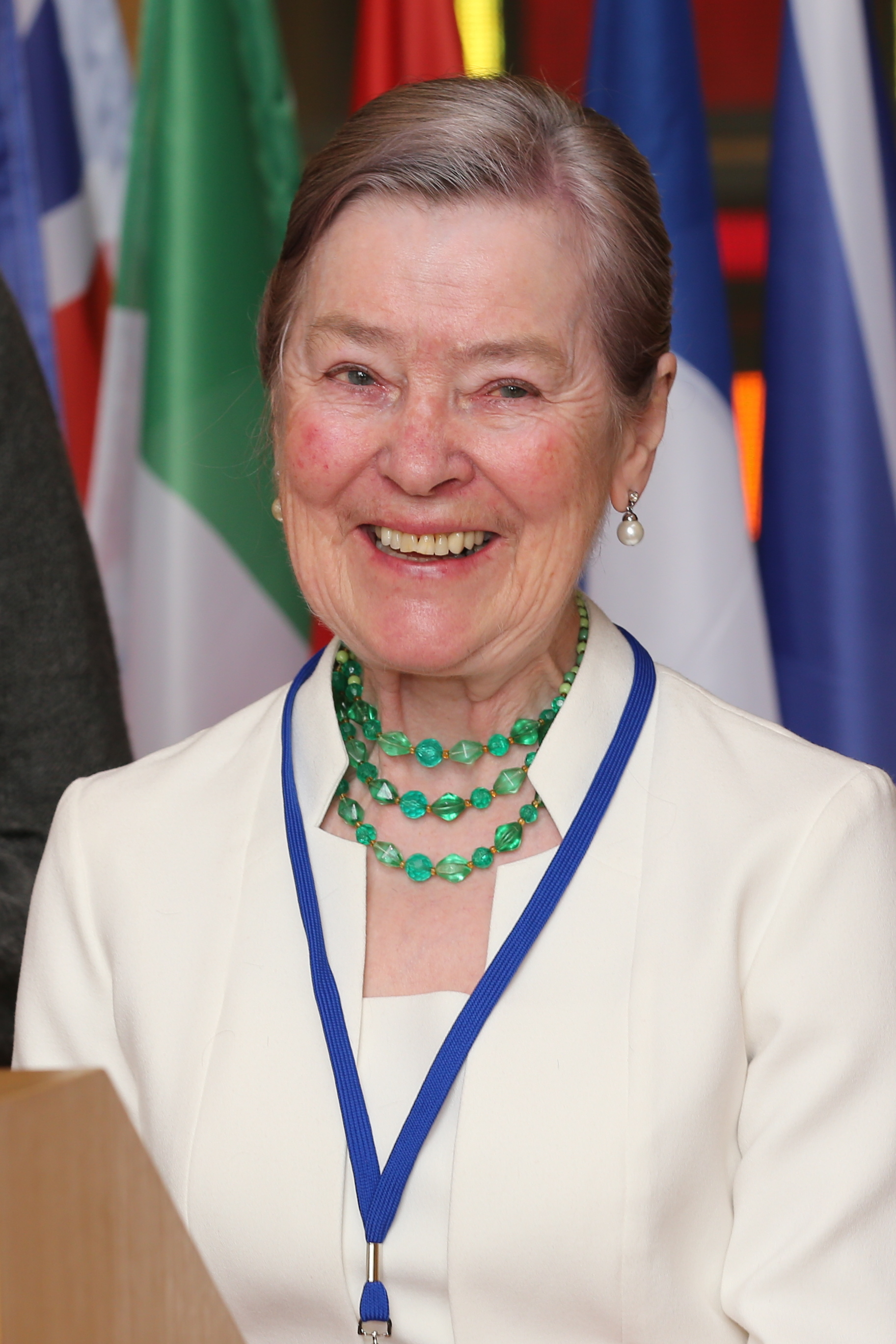
Anne Buttimer (2014)

Anne Buttimer (* 31. Oktober 1938 in Cork; † 15. Juli 2017 in Dublin) war eine irische Geographin.

## Leben
Anne Buttimer wuchs im irischen County Cork als Tochter streng katholischer Eltern auf. Sie studierte 1957 am University College Cork Geographie, Latein und Mathematik, sowie an der National University of Ireland, wo sie schließlich 1959 ihren Master in Geographie erreichte. Danach trat sie in den Orden der Dominikanerinnen ein und zog nach Seattle in die Vereinigten Staaten um. Dort lebte sie 17 Jahre lang in dem Orden. Sie promovierte in Geographie an der University of Washington im Jahr 1965.
Buttimer war Postdoktorandin an der Université catholique de Louvain und arbeitete von 1966 bis 1968 als Assistenzprofessorin an der Universität von Seattle. Sie verbrachte zwei Jahre an der Universität von Glasgow, an der sie über Sozialgeographie des Wohnungsbaus arbeitete, bevor sie von 1970 bis 1981 zur Clark University wechselte, wo sie sich als Sozialgeographin und Sozialwissenschaftlerin etablierte.
1982 wurde sie in Lund als wissenschaftliche Mitarbeiterin des schwedischen Rates für Geistes- und Sozialwissenschaften ansässig, jedoch wurde sie von 1989 bis 1991 Professor an der Universität Ottawa, bevor sie zum University College Dublin von 1991 bis 2003 wechselte.
Als mehrsprachige Gelehrte in Englisch, Gälisch, Französisch, Lateinisch und Schwedisch hatte sie auch zahlreiche kurzfristige Positionen in Europa inne.
Sie war Präsidentin der Internationalen Geographischen Union von 2000 bis 2004 und die erste Geographin, die 2012 Vizepräsidentin der Academia Europaea geworden war. Außerdem erhielt sie unter anderem 1997 den Murchison Award der Royal Geographical Society, 2001 die Centenary Medal der Royal Scottish Geographical Society, 2009 die Johan-August-Wahlberg-Medaille der Schwedischen Gesellschaft für Anthropologie und Geographie in Gold und 2014 den Prix Vautrin Lud. Die Universität Joensuu (1999), die Universität Tartu (2004) und die Universität Joseph Fourier Grenoble I (2012) verliehen ihr die Ehrendoktorwürde. Seit 1993 war sie Mitglied der Academia Europaea, seit 2000 der Royal Irish Academy.